# Maria Petralife
Maria Petralife (in greco Μαρία Δούκαινα Κομνηνή Πετραλίφαινα?; fl. XIII secolo) era la moglie di Teodoro Comneno Ducas, sovrano dell'Epiro e nel 1224-1230 autoproclamatosi imperatore di Tessalonica. È la prima consorte dello Stato Epirota di cui si conosca il nome: le due mogli di Michele I Comneno Ducas, predecessore del marito, erano membri della famiglia Melisseno, ma i loro nomi di battesimo sono sconosciuti.

## Biografia

### Origine e famiglia
Maria era un membro della famiglia Petralife, di origine italiana. Suo fratello Giovanni Petralife era un nobile di rilievo alla corte dell'imperatore bizantino Isacco II Angelo (1185-1195, 1203-1204) e fu nominato governatore della Tessaglia e della Macedonia. Nel 1195, però, ebbe un ruolo di primo piano nella cacciata di Isacco e nella sua sostituzione con Alessio III Angelo (1195-1203). La figlia di Giovanni, Teodora Petraliphaina, sposò Michele II Comneno Ducas, figlio illegittimo del fondatore dello Stato Epirota, Michele I Comneno Ducas.

### Matrimonio
Sposò Teodoro Comneno Ducas durante il suo soggiorno alla corte di Teodoro I Lascaris. Teodoro era figlio del sebastocratore Giovanni Ducas e di Zoe Ducas.  Dopo la conquista di Costantinopoli durante la Quarta Crociata nel 1204, seguì Lascaris in Asia Minore, dove fondò l'Impero di Nicea. Intorno al 1210, Teodoro fu invitato dal fratellastro Michele I Comneno Ducas in Epiro, dove aveva fondato un principato greco indipendente. Michele voleva l'aiuto di Teodoro, poiché il suo unico figlio, il futuro Michele II, era minorenne e illegittimo, mentre gli altri fratellastri di Michele erano considerati privi della capacità per governare. Secondo Konstantinos Varzos, il primogenito di Maria e Teodoro doveva essere nato intorno al 1206. Nelle fonti, Teodora non è mai menzionata con il suo nome di famiglia originale, ma sempre con i cognomi del marito come "Ducaina" e "Comnena".

## Discendenza
Con Teodoro ha avuto quattro figli:
1. Anna Angelina Comnena Ducas, che sposò il re Stefano Radoslav di Serbia.
2. Giovanni Comneno Ducas, che divenne imperatore di Tessalonica nel 1237
3. Irene Comneno Ducas, che sposò Ivan Asen II
4. Demetrio Angelo Ducas, che succedette come sovrano di Tessalonica nel 1244